# Quan Cosby
(en) Statistiques sur pro-football-reference
Quantwan Cosby (né le 23 décembre 1982 à Waco au Texas) est un joueur américain de football américain et de baseball.

## Enfance
Cosby étudie à la Mart High School où il joue au football américain, baseball et fait partie de l'équipe d'athlétisme. En 2000, USA Today le nomme joueur offensif de l'année au niveau lycéen. En baseball, il est connu pour sa rapidité, remportant trois championnat de l'État du Texas. Il court sur 100 mètres et 200 mètres, effectuant des chronométrages de 10,46 secondes et 21,31 secondes.

## Carrière

### Baseball
Il est sélectionné au sixième tour du draft de la MLB de 2001 par les Angels d'Anaheim. Il débute en 2001 en Arizona League avant de jouer la saison suivante pour les Angels Provo de la Pioneer League avant de se diriger vers les Kernels de Cedar Rapids où il joue jusqu'en 2004 et décide d'entrer à l'université du Texas pour recevoir une éducation sportive en football américain.

### Football américain

#### Université du Texas
Il commence en 2005 où il reçoit quinze passes pour 270 yards et deux touchdowns. Il commence à évoluer dans l'équipe spéciale comme punt returner. Il joue le Rose Bowl 2006 et le BCS National Championship que les Longhorns remportent.
En 2006, il reçoit trente-trois passes pour 525 yards et deux touchdowns. Il gagne du temps de jeu, étant titulaire à huit reprises. Lors du Alamo Bowl 2006, il reçoit sept passes pour cinquante-neuf yards. Le Texas l'emporte sur l'Hawkeyes de l'Iowa. En 2007, il reçoit une mention honorable par l' Associated Press pour sa saison où il a surtout marqué de son empreinte dans l'équipe spéciale. Après une bonne saison 2008, sa carrière universitaire se conclut par le Fiesta Bowl 2009 où il permet de faire gagner son équipe en recevant une passe de Colt McCoy.

#### Professionnel
Quan Cosby n'est sélectionné par aucune équipe lors du draft de la NFL de 2009. Il signe comme agent libre non drafté avec les Bengals de Cincinnati où il joue très peu pendant deux saisons, recevant sept passes pour quatre-vingts yards en deux saisons. Il n'est pas conservé dans l'effectif dès la saison 2010 achevée.
Le 20 septembre 2011, il signe avec les Broncos de Denver avec qui il entre au cours de dix matchs lors de la saison. Le 27 décembre, il est libéré par la franchise et signe le lendemain avec les Colts d'Indianapolis

## Palmarès
- Joueur offensif de la saison 2000 au niveau lycéen selon le USA Today
- Seconde équipe de la saison 2007 de la conférence Big 12 comme kick returner
- Mention honorable de la conférence Big 12 2007 comme wide receiver